# Simple Machines Forum
Simple Machines Forum (abbreviato come SMF) è uno script per forum internet, open source e multipiattaforma.

È scritto in PHP e supporta i database: MySQL, PostgreSQL e SQLite. È stato sviluppato dal team di sviluppo Simple Machine.

## Storia
SMF è stato creato per rimpiazzare il software forum YaBB SE, che a suo tempo ottenne una brutta reputazione a causa di problemi del software YaBB, software equivalente basato sul linguaggio Perl.
YaBB era conosciuto come troppo esigente in termini di risorse nelle sue prime versioni. YaBB SE era quindi un porting in PHP di YaBB, tendente ad avere gli stessi problemi di peso e di sicurezza di quest'ultimo.
SMF è iniziato come un piccolo progetto di [Unknown] (uno degli sviluppatori di YaBB SE), ed il suo intento principale era di aggiungere un miglior supporto ai template a YaBB SE. Il progetto è quindi migrato lentamente verso la risoluzione dei problemi conosciuti e l'implementazione di nuove funzioni. Simple Machine Forum è oggi un forum completamente rivisto, sviluppato solo in PHP con a base la ricerca di velocità e sicurezza.
Il 23 ottobre 2006, Simple Machines LLC è stato registrato nello stato dell'Arizona, e il 24 novembre 2006 completato il trasferimento di copyrights da Lewis Media a Simple Machines LLC.
Durante il 2010 è stata istituita una organizzazione non a scopo di lucro a cui sono stati trasferiti tutti i beni materiali ed immateriali della precedente società.
Con il rilascio di SMF 2.0 la licenza di distribuzione è stata cambiata passando dalla precedente licenza proprietaria (ancora utilizzata per le versioni 1.0.x e 1.1.x) alla licenza BSD per le versioni 2.x.

## Localizzazione
SMF è disponibile in oltre 21 lingue, tra cui tutte le principali lingue europee. Il forum è facilmente traducibile in altre lingue, essendo disponibili codifiche UTF-8 e non.

## Modifiche
SMF ha un repository di modifiche gratuite, disponibili sul sito ufficiale. Queste "mods" vengono gestite dal package manager incluso nella sezione amministrativa di SMF, che ne permette l'installazione e/o l'aggiornamento.